# Orquesta Sinfónica de Cincinnati
La Orquesta Sinfónica de Cincinnati (en inglés: Cincinnati Symphony Orchestra, abreviada como CSO) es una agrupación orquestal estadounidense con sede en Cincinnati, Ohio, que fue fundada en 1895. Su sala de conciertos habitual es el Cincinnati Music Hall y es la orquesta residente en el Cincinnati May Festival, la Cincinnati Opera y el Cincinnati Ballet.
Se trata de una de las orquestas sinfónicas más prestigiosas de los Estados Unidos, siendo la quinta en orden de fundación. Está considerada como la segunda orquesta sinfónica más importante del estado de Ohio, tras la Orquesta de Cleveland.

## Historia
Después de la existencia de varias orquestas en la ciudad de Cincinnati entre 1825 y 1872, la Cincinnati Orchestra Association fue fundada por la esposa del futuro presidente de los Estados Unidos William Howard Taft en 1893. La CSO ofreció su primer concierto en 1895, en la Pike's Opera house, y un año después se trasladó al Music Hall. Su primer director fue Frank Van der Stucken, un músico nacido en Texas de ascendencia holandesa, quien ostentó el cargo hasta 1907. En sus primeros años, la orquesta recibió a notables personalidades musicales internacionales, como Richard Strauss o Edward McDowell. En este período realizó el estreno en los Estados Unidos de la 5ª Sinfonía de Gustav Mahler.
Durante tres años la orquesta estuvo disuelta debido a disputas laborales y problemas financieros, hasta su reorganización en 1909. Un joven organista inglés, Leopold Stokowski, fue llamado para liderar el grupo. Después de tres años bajo la batuta de Stokowski, la orquesta evolucionó hasta obtener un gran reconocimiento nacional con directores como Ernst Kunwald (1918), el virtuoso violinista belga Eugène Ysaÿe (1918-1922), Fritz Reiner (1923-1933) y Eugene Goossens (1933-1947). Durante este período, la orquesta se trasladó al Emery Hall en 1909, para regresar al Music Hall en 1936. Asimismo, realizó la première estadounidense de la 3ª Sinfonía de Mahler (1912), su primera grabación (1917), las primeras giras nacionales y el estreno mundial de la obra de Aaron Copland Fanfare for the Common Man.
Después de Goossens le llegó el turno a Thor Johnsons en 1947, quien dirigió a la orquesta en algunas de las primeras grabaciones estereofónicas para Remington Records, siendo sucedido en 1958 por Max Rudolf, cuyo sello de interpretación musical todavía conserva la orquesta. Trece años después le llegó el turno a Thomas Schippers, quien falleció repentinamente en 1977. Bajo la dirección de Schippers, en 1977, se formó la Cincinnati Pops Orchestra, con Erich Kunzel como director. Tras la muerte de Schippers, Walter Susskind trabajó como director artístico de la orquesta durante tres años, hasta su propio fallecimiento en 1980.
Ese mismo año, el austríaco Michael Gielen ascendió al puesto de director titular, que mantuvo durante seis años, siendo sustituido por el español Jesús López Cobos. López Cobos dirigió a la orquesta durante una exitosa gira por Europa en 1995 (la primera desde 1969), y su primera aparición en la televisión nacional en la PBS. Se retiró en 2001, después del período más largo de la CSO bajo la batuta del mismo director, siendo nombrado director emérito en septiembre de ese mismo año.
Además de los numerosos conciertos que ofrece cada año, la Orquesta Sinfónica de Cincinnati posee la residencia del Festival de Mayo de Cincinnati, el festival coral más antiguo del Hemisferio Occidental.
Desde 2001, la dirección musical de la orquesta la ostenta el estonio Paavo Järvi, hijo del maestro Neeme Järvi. En abril de 2007, la orquesta anunció que Järvi había extendido su contrato en Cincinnati hasta 2011. Sobre la terminación de este nuevo contrato, Järvi y el CSO entrarán en un estado “imperecedero” que continúe la relación por acuerdo mutuo. En enero de 2007, la orquesta comunicó estar sufriendo problemas financieros.

## Directores

### Directores musicales
- Frank Van der Stucken (1895-1907)
- Leopold Stokowski (1909-1912)
- Ernst Kunwald (1912-1918)
- Eugène Ysaÿe (1918-1922)
- Fritz Reiner (1922-1931)
- Eugene Goossens (1931-1947)
- Thor Johnson (1947-1958)
- Max Rudolf (1958-1970)
- Thomas Schippers (1970-1977)
- Walter Susskind (1977-1980) director artístico
- Michael Gielen (1980-1986)
- Jesús López Cobos (1986-2001)
- Paavo Järvi (2001-2011)
- Louis Langrée (2013- )

### Directores asistentes
- Eric Dudley (2004-2008)
- Tito Muñoz (2006-2007)
- Vince Lee (2008- )
- Ken Lam (2008- )

### Director emérito
- Jesús López Cobos  (2001- )